# Kościół św. Hieronima w Sobowie
Kościół św. Hieronima w Sobowie – świątynia w diecezji płockiej, w dekanacie dobrzyńskim nad Wisłą. 
Parafia św. Hieronima w Sobowie była erygowana 6 lutego 1403 roku przez biskupa płockiego Jakuba z Korzkwi. Źródła z roku 1597 podają, że kościół był początkowo drewniany, konsekrowany i znajdowały się w nim trzy ołtarze. Budynek murowany zaczął powstawać w 1718 roku za sprawą kanonika płockiego Bartłomieja Tłubickiego, następnie budowę kontynuował ks. A. Zakrzewski – ściany wcześniej częściowo wymurowane dokończono wykorzystując jako materiał drewno. Powstały też wtedy dwie drewniane wieże.
W 1806 roku rozpoczęto budowę obecnego kościoła, projektantem był Hilary Szpilowski, a finanse pochodziły od Romualda Paprockiego, ówczesnego właściciela Sobowa. Bazę do powstania nowej konstrukcji stanowiły dawne fundamenty oraz mury. Świątynia uległa częściowemu zniszczeniu z powodu pożaru w 1923 roku, następnie została odbudowana dzięki ks. Janowi Zarębie. W 1938 wykonano polichromię. Remont kościoła przeprowadzono w 1843 roku. Umieszczono wówczas nowy obraz na ołtarzu głównym, natomiast ołtarze boczne odnowiono.